# Ipatovo
Ipatovo (in lingua russa Ипа́тово) è una città della Russia, situata nel Kraj di Stavropol', sul fiume Kalaus, 120 chilometri a nordest di Stavropol', il capoluogo del territorio.

## Storia
La città fu fondata nel 1860 con il nome di Čemrek (in russo Чемрек); successivamente il villaggio fu rinominato Vinodel'noe (in russo Винодельное, letteralmente villaggio dei vinai). Questo nome è dovuto alla produzione di vino, molto diffusa nei dintorni della città.
Nel 1935, la città fu rinominata Ipatovo in onore di un eroe di guerra, morto qui nel 1918; lo status di città arrivò nel 1979.

## Società

### Evoluzione demografica
Fonte: mojgorod.ru
- 1979: 22.000
- 1989: 26.400
- 2002: 28.594
- 2006: 28.000